# Warakorn Meekamrai
Warakorn Meekamrai (thailändisch ธราฎิล มีกำไร, * 3. Oktober 1995) ist ein thailändischer Fußballspieler.

## Karriere
Warakorn Meekamrai erlernte das Fußballspielen in der Jugendmannschaft vom Suphanburi FC in Thailand sowie in der Jugendmannschaft von Leicester City im englischen Leicester. Als Jugendspieler von Suphanburi stand er siebenmal im Kader der ersten Mannschaft. Hier kam er jedoch nicht zum Einsatz. Seinen ersten Vertrag unterschrieb er 2017 beim Pattaya United FC. Der Verein aus Pattaya spielte in der ersten Liga des Landes, der Thai League. Für die Dolphins absolvierte er ein Erstligaspiel. Hier wurde er im Heimspiel am 11. April 2018 gegen den Chonburi FC in der 90. Minute für Chayawat Srinawong eingewechselt. Seit Anfang 2019 ist er vertrags- und vereinslos.